# 九点円錐曲線

九点円錐曲線
完全四角形を成す四点 (A, B, C, P)
4点から成る6本の直線
双曲線となる九点円錐曲線、九点双曲線 P が△ABCの内部にあるとき楕円になる。垂心のときには九点円となる。

幾何学において、九点円錐曲線（きゅうてんえんすいきょくせん、nine-point conic）または9点円錐曲線とは、ある4点に対して一意に決まる円錐曲線である。
1892年マクシム・ボッチャーが4点が完全四辺形を成す場合について研究した。それらはボッチャー円錐曲線と呼ばれたこともあった。九点円、九点双曲線はボッチャー円錐曲線の例である。
△ABCと点Pについて、以下の9点を通る円錐曲線が存在する。この円錐曲線を九点円錐曲線と言う。
△ABCの各辺の中点
AP,BP,CPの中点
AP,BCの交点、BP,CAの交点、CP,ABの交点
Pが△ABCの内部または、二辺の外側にある場合、九点円錐曲線は楕円となる。そうでない場合は双曲線となる。ボッチャーはPが垂心であるとき、九点円錐曲線は九点円、Pが外接円上にあるときは直角双曲線になることを発見した。
1912年、モード・ミントホーン（Maud Minthorn）は、4点を通る円錐曲線の中心の軌跡が、その九点円錐曲線であることを示した。 

## 関連
- 外接円錐曲線
- 三角形の円錐曲線
- ポンスレ束
- カルノーの定理